# 乾亨 (辽朝)
乾亨（979年十一月—983年六月）是遼景宗耶律賢的年号。辽朝使用该年号共5年。乾亨四年九月辽圣宗即位沿用。

## 改元
- 保寧十一年——十一月二十五日，改元乾亨。[2]
- 乾亨四年——九月二十四日，遼景宗去世。九月二十五日，遼聖宗耶律隆緒即位。[3][4]
- 乾亨五年——六月十日，改元統和。[5]

## 紀年對照表
| 乾亨 | 元年  | 二年  | 三年  | 四年  | 五年  |
| ---- | ----- | ----- | ----- | ----- | ----- |
| 公元 | 979年 | 980年 | 981年 | 982年 | 983年 |
| 干支 | 己卯  | 庚辰  | 辛巳  | 壬午  | 癸未  |

## 同期存在的其他政权年号
- 中國
  - 太平興國（976年－984年）：北宋—宋太宗趙匡義之年號
  - 明政（969年－985年）：大理—段素順之年號
  - 中興（978年－985年）：于闐—尉遲達磨之年號
- 越南
  - 太平（970年－980年）：丁朝—丁部領、丁璿之年號
  - 天福（980年－988年）：前黎朝—黎桓之年号
- 日本
  - 天元（978年－983年）：圓融天皇之年号
  - 永觀（983年－985年）：圓融天皇之年号

## 参見
- 中國年號索引
- 其他政权使用的乾亨年号

## 深入閱讀
- 李崇智. . 北京: 中華書局. 2004年12月. ISBN 7101025129.
- 鄧洪波. . 臺北: 國立臺灣大學東亞經典與文化研究計劃. 2005年3月  [2021-11-26]. ISBN 9789860005189. （原始内容 (pdf)存档于2007-08-25）. （页面存档备份，存于）

| 前一年號： 保寧 | 辽朝年号 | 下一年號： 统和 |